# Leafpad

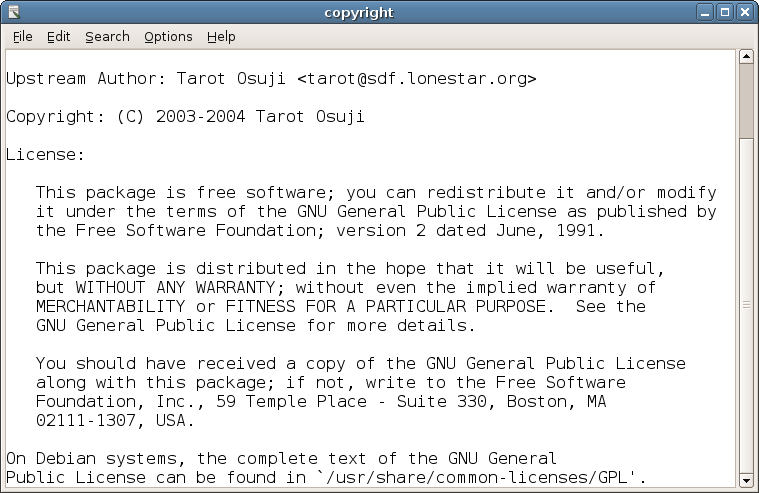
Toma de pantalla de Leafpad.

Leafpad (inglés leaf: hoja; pad: libreta) es un simple editor de texto, ejemplo del minimalismo en informática, para sistemas Unix, el editor de texto Mousepad se basa en este. 
Es el editor estándar de LXDE. Recientes versiones soportan el uso de impresora. Tiene licencia GNU GPL siendo de esta manera software de distribución libre. 
Sus principales características son el reconocimiento automático del conjunto de caracteres del código y la función de cortar y pegar texto.